# Eerste Geneefse Conventie
De Eerste Geneefse Conventie van 1949 (voluit Verdrag van Genève voor de verbetering van het lot der gewonden en zieken, zich bevindende bij de strijdkrachten te velde afgekort GC I) is het eerste van verschillende Geneefse verdragen die in 1949 gesloten zijn. De officiële taalversies van het verdrag zijn Frans en Engels. De officiële Franse naam is Convention de Genève pour l'amélioration du sort des blessés et des malades dans les forces armées en campagne de Engelse luidt Geneva convention for the amelioration of the condition of the wounded and sick in armed forces in the field.

## Geschiedenis
De eerste versie van het verdrag werd in 1864 gesloten en omvatte maar 10 artikelen die betrekking hadden op de behandeling van slachtoffers op het slagveld. Het verdrag kreeg vervolgens een aanvulling in 1868 die betrekking had op de slachtoffers van de zeeoorlog maar die werd niet geratificeerd. Vervolgens kwam er een tweede versie tot stand in 1906 en een derde in 1929.
De conventie kwam er na de inspanningen van de Zwitserse bankier Henri Dunant (1828-1910). Hij werd geïnspireerd toen hij het lijden van de 40.000 gewonden zag die in 1859 vielen bij de Slag bij Solferino in Italië. Er was toen nog geen verstandhouding om tijdens korte wapenstilstanden gewonden te evacueren waardoor die vaak hulpeloos stierven aan hun wonden of ontbering.
Dunant riep de lokale bevolking op te helpen waar ze konden zonder onderscheid te maken tussen de vechtende partijen. Hij schreef later het boek Een herinnering aan Solferino dat de gruwelijkheden die hij had gezien beschreef en waarin hij opriep tot de oprichting van een civiel vrijwilligerskorps in elk land dat zich over de gewonden op het slagveld zou ontfermen. Het Rode Kruis van België was in 1864 de eerste van dergelijke verenigingen. Verder moesten de hulpverleners als neutraal beschouwd worden door strijdende partijen en moesten deze voorstellen in een internationaal verdrag vastgelegd zijn.
In 1863 nam de Geneefse Gemeenschap voor Openbaar Welzijn de taak op zich. Er werd een vijfkoppig comité opgericht dat later het Internationaal Comité van het Rode Kruis werd. Op 22 augustus 1864 bracht dit comité vertegenwoordigers van zestien Europese landen samen die de eerste Geneefse conventie aannamen. Het verdrag moest levens redden, het lijden van gewonde en zieke soldaten verminderen en burgers beschermen met hulp. Tijdens de conferentie werd ook het rode kruis op een witte achtergrond - het omgekeerde van de vlag van Zwitserland - aangenomen als beschermend symbool voor de hulpverleners. Die conferentie eindigde op 29 oktober, de geboortedag van het Rode Kruis. 

## Leden
Sinds Zuid-Soedan en Palestina het verdrag van 1949 respectievelijk op 25 januari 2013 en 2 april 2014 ondertekenden, is de conventie thans door 196 landen geratificeerd.